# آلورکا دو ریباتژو
آلورکا دو ریباتژو (به پرتغالی: Alverca do Ribatejo) یکی از شهرهای پرتغال است. مساحت این شهر ۱۷.۸۹ کیلومتر مربع (۶.۹۱ مایل مربع) است و بر اساس آمار در سال ۲۰۱۱ جمعیت آن بالغ بر ۳۱۰۷۰ نفر بوده است که موجب شده است این شهر به پرجمعیت ترین شهر در شهرستان ویلا فرانکا د ژیرا تبدیل شود.